# Coenosia qianshanensis
Coenosia qianshanensis este o specie de muște din genul Coenosia, familia Muscidae, descrisă de Xue, Wang și Zhang în anul 2006. Conform Catalogue of Life specia Coenosia qianshanensis nu are subspecii cunoscute.